# Lukas Cichos
Lukas Cichos (* 18. Dezember 1995 in Zeitz) ist ein deutscher Fußballspieler, der beim VfB Germania Halberstadt unter Vertrag steht.

## Karriere
Er entstammt der Jugendabteilung des 1. FC Zeitz. Zu Beginn der Saison 2008/09 wechselte er in die Nachwuchsabteilung des 1. FC Magdeburg, bei dem er seit 2013 im Kader der ersten Mannschaft steht. Zur Saison 2017/18 wurde Cichos an den Liga-Konkurrenten FSV Zwickau für ein Jahr ausgeliehen. Zu seinem Profidebüt kam er am 37. Spieltag als er beim 1:0-Heimsieg gegen den SC Fortuna Köln in der Startformation stand.
Zur Saison 2018/19 wechselte er zum Regionallisten FC Rot-Weiß Erfurt.